# 巴爾達 (阿塞拜疆)
40°22′28″N 47°07′36″E / 40.37444°N 47.12667°E

巴爾達

巴爾達是阿塞拜疆的城鎮，也是巴爾達區的首府，位於該國中部，距離首都巴庫260公里，海拔高度76米，該鎮在公元八至九世紀時是重要的商業和文化中心，2008年人口40,122。